# Rafael Gil
Rafael Gil Álvarez (Madrid, 22 maggio 1913 – Madrid, 10 luglio 1986) è stato un regista e sceneggiatore spagnolo.

## Biografia
In una carriera durata oltre quarant'anni iniziata come documentarista ha diretto oltre 80 film e lavorato alle sceneggiature di oltre 50. Ha inoltre lavorato sporadicamente come produttore e come montatore.
Nel 1953 partecipa al Festival Internazionale del Cinema di San Sebastián vincendo la Concha de Oro e la Concha de Plata al miglior regista con il film La guerra di Dio (La Guerra de Dios), già proiettato nella selezione ufficiale della 14ª Mostra internazionale d'arte cinematografica di Venezia.

## Filmografia

### Sceneggiatore
- Soldados campesinos, regia di Antonio del Amo e Rafael Gil (1938)
- Salvad la cosecha, regia di Rafael Gil - soggetto e sceneggiatura (1938)
- Resistencia en Levante, regia di Rafael Gil - soggetto e sceneggiatura (1938)
- La corrida de la Victoria, regia di Rafael Gil (1939)
- La copa del Generalísimo en Barcelona, regia di Rafael Gil (1939)
- Flechas, regia di Rafael Gil - soggetto e sceneggiatura (1939)
- Luz de Levante, regia di Rafael Gil - soggetto e sceneggiatura (1940)

- Don Chisciotte della Mancia (Don Quijote de la Mancha), regia di Rafael Gil (1947)
- Venere selvaggia (Siega verde), regia di Rafael Gil (1960)